# Dragomir Tošić
Dragomir (vagy Dragan) Tošić  (Belgrád, Szerb Királyság, 1909. november 8. – Belgrád, 1985. június 20.) jugoszláv labdarúgóhátvéd.
A Jugoszláv királyság válogatottjának tagjaként részt vett az 1930-as világbajnokságon.